# Kate Buss
Kate Buss (28 de diciembre de 1875-12 de julio de 1972) fue una pasajera de segunda clase del RMS Titanic que sobrevivió al naufragio del transatlántico.

## Biografía
Nacida en Sittingbourne, Kent (Inglaterra), Kate era hija de James Buss y Elizabeth Hannah Brown, nativos de Kent casados en Sittingbourne el 5 de abril de 1871. James, quien era tendero, había nacido en Pluckley en 1845 como hijo ilegítimo de Mary Ann Buss. Kate tenía siete hermanos: Edward James (1871-1872), Annie (1873-después de 1940), las gemelas Emma (1874-1897) y Edith (1874-1944), Elizabeth (1877-1900), Percy James (1882-1947) y Alfred George Albany (1884-1901).
Kate aparece por primera vez en el censo de 1881 como residente junto a su familia en el número 68 de Shortlands Road, en Sittingbourne, figurando en el censo de 1891 en el 171-173 de East Street, en el cual James es descrito como tendero y administrador de correos. Kate, quien había abandonado la escuela, figura en dicho censo como asistente del administrador de correos. En el censo de 1901 Kate y su familia vuelven a figurar como residentes en el 68 de Shortlands Road, constando en el de 1911 como habitantes del número 69 de Bayford Road. En este último censo Kate y Percy no figuran como residentes en la casa familiar, siendo Kate descrita como administradora de pañería. Ampliamente conocida en el pueblo, los habitantes fueron testigos de cómo Kate preparó su ajuar y juntó todos los regalos de boda con el fin llevarlos consigo a América, donde tenía previsto contraer matrimonio con Samuel Willis, oriundo de Sittingbourne e hijo de un sastre. Samuel había emigrado a California entre 1907 y 1908, donde trabajaba como carpintero y decorador.

## Titanic
El 10 de abril de 1912, Kate subió a bordo del RMS Titanic en Southampton como pasajera de segunda clase con el billete número 27849, siendo despedida en el muelle por su hermano Percy. Kate, quien ocupó un camarote en la cubierta E, conoció ese día al doctor Ernest Moraweck a la hora del almuerzo en el comedor de segunda clase. Moraweck, a quien Kate definió como «muy agradable», le retiró a esta un poco de hollín que se le había metido en un ojo, ofreciéndose posteriormente a mostrarle Nueva York en cuanto llegasen a su destino, si bien Kate rechazó la propuesta. Más tarde aquel día, Kate conoció y compartió en cubierta una manta de vapor con Marion Wright, de quien se hizo amiga, socializando también con Susan Webber, Ethel Garside, Lucy Ridsdale y el reverendo Ernest Courtenay Carter y su esposa Lillian.
En el trayecto desde Southampton hasta Queenstown Kate escribió una carta a Percy, empleando para ello papel del Titanic:

Para Percy James

He recibido la tuya en el buque hoy, también me  han escrito madre y Mrs Lingham desde Cherburgo. Ésta creo que saldrá desde Queenstown mañana. He estado bastante bien - pero ahora me siento cansada y más preparada para ir a la cama que para cualquier otra cosa. Tengo que ir a cenar en media hora, Percy.
Mr Peters pasó alrededor de una hora en el buque + podría fácilmente haber pasado otra hora sin que hubiese perdido el tiempo. Los apartamentos de primera clase son realmente magníficos y a no ser que los hayas visto primero pensarías que los de segunda clase son iguales. Íbamos a llegar a Cherburgo a las 5 pm, pero no estamos allí todavía pese a que el correo está completo. Creo que mejor intentaré conseguir algunas postales del buque. Mi compañera de viaje aún no ha aparecido, así que si viene será desde Cherburgo o Queenstown. Me aconsejaron comer bien así que tuve un buen almuerzo - dos clérigos frente a mí en la mesa. Ninguna señal de mareo todavía - no debo jactarme. Hedley y PW me dieron un beso de despedida de modo que no me hicieron sentir sola. HP le dio a PW el ejemplo, aunque se hizo con total naturalidad sin una palabra. Sólo he enviado a Mrs Lingham una tarjeta. Estoy tan terriblemente cansada que no siento que pueda escribir más esta noche o escribiría a Elsie - Lo único que objeto es pintura nueva hasta ahora.
Debo despejarme y tomar un baño ahora. Echaré ésta en correos a no ser que esté mareada y lo haga mañana. PW trajo una caja de bombones - no debería preguntarme si soy como Jim Buss y hacerlo de otra forma. Dale mi amor a todos los interesados - debo irme. 

Con mucho amor, Kate.

En otras cartas Kate menciona el agrado que le produjo la orquesta, sobre todo el violoncelista (probablemente John Wesley Woodward), declarando que cada vez que terminaba una pieza éste le sonreía. En una carta Kate describe a dos niñas que viajaban en segunda clase, las cuales se cree eran las mulatas Simone y Louise Laroche: «Hay dos de las mejores niñas jap[onesas], alrededor de tres o cuatro años, quienes parecen muñecas corriendo alrededor».
El 14 de abril Kate asistió junto con aproximadamente cien personas a una misa celebrada en el comedor de segunda clase por el reverendo Carter, afirmando que se cantaron los himnos con gran emoción y que varios de los asistentes tenían lágrimas en los ojos.
Kate se encontraba leyendo el periódico en su camarote cuando el barco impactó contra un iceberg a las 23:40 horas, produciendo un sonido el cual describió como un patín de hielo. Tras escuchar cómo los motores daban marcha atrás y finalmente se detenían, Kate salió al pasillo, donde se encontró con Moraweck, quien se ofreció a investigar. Kate se dirigió entonces al camarote de Marion y la despertó, subiendo ambas posteriormente a cubierta, donde había poca actividad en aquel momento, si bien se encontraron con Robert Douglas Norman, quien les informó de que el buque había chocado contra un iceberg. Mientras esperaban observaron por encima de la barandilla de popa hacia la cubierta, donde varios pasajeros empezaban a congregarse llevando varios de ellos todas sus pertenencias consigo, lo que provocó la burla de un pasajero a quien Kate reprendió informándole de que probablemente esas pertenencias eran todo lo que tenían. Antes de que se desencadenase una discusión, Robert puso fin al altercado y guio a las dos mujeres a las cubiertas inferiores con el fin de coger prendas de abrigo. Cuando los botes empezaron a ser bajados, Kate se dio la vuelta debido a que no podía soportar el hecho de presenciar la evacuación. Marion, Robert y ella valoraron sus posibilidades de salvarse, subiendo esta última poco después al bote número 9, no pudiendo Robert subir a él pese a las protestas de Kate debido a que imperaba la norma «mujeres y niños primero». Cuando el bote llegó al RMS Carpathia, Kate fue la última en subir debido a su miedo a las alturas y a que no le agradaba la idea de tener que subir por una escalera de cuerda para poder llegar a la cubierta del barco.
Al arribar a Nueva York Kate descubrió que los pasajeros que no tuviesen a nadie con quien reunirse a su llegada serían conducidos a la Isla Ellis, motivo por el que se camufló entre la multitud al abandonar el barco. Tanto ella como Susan Webber fueron llevadas eventualmente a la Junior League House, un hostal para mujeres, siendo llevada posteriormente por el reverendo S. Halstead Watkins al puerto de Nueva York al cual el vicario de Sittingbourne había escrito. Kate solicitó ayuda a la Cruz Roja americana, obteniendo 250 dólares (registro número 60) y escribiendo rápidamente a sus familiares en Inglaterra con el fin de informarles de que se hallaba sana y salva y para advertirles de que no creyesen todo lo que leyesen en los periódicos acerca del desastre. Meses después del naufragio, Kate mantuvo contacto con varios supervivientes, incluyendo Susan Webber y Marion Wright.

## Vida posterior
Kate se trasladó a San Diego y contrajo matrimonio con su prometido Samuel Willis el 11 de mayo de 1912. Su único hijo, una niña, nació allí el 4 de febrero de 1913 y fue llamada Sybil Lillian en honor a Lillian Carter. Inicialmente Kate tuvo problemas para adaptarse a su nuevo hogar, mejorando su situación cuando su hermana Annie se trasladó a vivir a América. En 1920 la dirección de Kate era el número 7451 de Prospect Street, en San Diego, trabajando su esposo como carpintero para Bates & Borley en Berkeley. En el censo de 1930 consta que la familia vivía en Santa Mónica, siendo su lugar de residencia según el censo de 1940 el número 1029 de 24th Street. Tras la jubilación de Samuel ambos se trasladaron a Pasadena, California, con el fin de estar más cerca de su hija, quien había contraído matrimonio en 1937 con David Gordon Lay, con quien tuvo un hijo en 1940 llamado Ronald Willis. Samuel falleció el 4 de febrero de 1953, siendo su lugar de residencia en aquel entonces el número 1617 de North Holliston Avenue, en Pasadena. Tras enviudar, Kate se trasladó a Oregón, donde vivía su hija, permaneciendo allí el resto de su vida.
En sus últimos años Kate era incapaz de hablar del Titanic sin emocionarse, prefiriendo hablar de las personas a las que conoció en vez de centrarse en la tragedia del hundimiento. Kate pasó sus últimos años de vida en un asilo para ancianos ubicado en Dallas, Polk (Oregón), muriendo el 12 de julio de 1972 y siendo enterrada en el Fircrest Cemetery de Monmouth, Oregón. Su hija Sybil falleció en Modesto, California, el 24 de septiembre de 2007.